# Francký kraj
Francký kraj, resp. Francký říšský kraj (německy Fränkischer Reichskreis, latinsky Circulus Franconicus), byl jedním z deseti krajů Svaté říše římské a rozkládal se v prostoru Frank. Existoval v letech 1500 až 1806, tedy po celou dobu, kdy v říši platilo krajské zřízení. Před rozšířením počtu krajů na 10 měl pořadové číslo 1. Sdružoval spíše drobnější knížata a stavy a také řadu říšských měst. Svou politikou se řadil spíše do katolického a procísařského tábora a patřil, spolu s Krajem švábským, k nejdisciplinovanějším pokud šlo o placení říšské berně a rekrutování říšského vojska. Krajský sněm se sešel poprvé v roce 1517 ve Svinibrodu, od roku 1521 probíhaly sněmy ve Windsheimu.

## Členové kraje
Jednotlivé krajské stavy sněmovaly ve čtyřech kuriích: duchovních knížat, světských knížat, hrabat s pány a měst.
Vysvětlivky: V – knížata, která před r. 1803 získala virilní hlas v radě knížat říšského sněmu, V1 – knížata, kterým byl virilní hlas r. 1803 přislíben

### Lavice duchovních knížat
- Bamberské biskupství, V
- Würzburské biskupství, V
- Eichstättské biskupství, V
- Bailiva "Franky" Německých rytířů

K duchovním knížatům se řadili také říšští preláti, ačkoli jejich představení nebyli knížaty, po reformaci kraj opustili:
- Klášter Comburg
- Klášter svatého Jiljí v Norimberku

### Lavice světských knížat
- Markrabství Braniborsko-ansbašské, V
- Markrabství Braniborsko-bayreuthské (oficiálně Braniborsko-Kulmbašsko), V
- Okněžněné hrabství Henneberg, V (r. 1660 smlouvou z Kahly rozděleno mezi Saské kurfiřtství a jednotlivé větve Ernestinů)
- Okněžněné hrabství Schwarzenberg, V (od r. 1671)
- Sasko-meiningenské vévodství, V (vzniklo r. 1680 z větší části Hennebergu)
- Knížectví Hohenlohe-Waldenburg, V1 (od r. 1757) – dělilo se několik rodových linií
- Knížectví Hohenlohe-Neuenstein, V1 (od r. 1772) – dělilo se několik rodových linií
- Kníže Löwenstein-Wertheim-Rochefort, V1 (od r. 1803 pod jménem L.-W.-Rosenberg) – personalista, zasedal od r. 1713

### Lavice hrabat a pánů
- Hrabství Castell – dělilo se několik rodových linií
- Panství (od r. 1532 hrabství) Erbach – dělilo se několik rodových linií
- Hrabství Hohenlohe-Waldenburg (do r. 1757, poté mezi knížaty)
- Hrabství Hohenlohe-Neuenstein (do r. 1772, poté mezi knížaty)
- Hrabství Limpurg (od vymření hrabat Schenků z Limpurgu r. 1708 se o něj dělilo množství dědiců)
- Panství Reichelsberg (léno würzburského biskupství, od r. 1671 v držbě Schönbornů)
- Purkrabství/hrabství Rieneck (v l. 1673–1803 v držení Nosticů, v l. 1803–1806 v držbě Colloredo-Mannsfeldů
- Panství (od r. 1566 hrabství) Schwarzenberg (od r. 1671 mezi knížaty)
- Hrabství Welzheim (postupně řada držitelů, mj. v l. 1711–1726 Bruntálští z Vrbna, od r. 1732 württemberské
- Hrabství Wertheim (napůl kníže Löwenstein-Wertheim-Rochefort a hrabě Löwenstein-Wertheim-Virneburg (od r. 1803 pod jménem L.-W.-Freudenberg)

Do roku 1792 postupně přibyli:
- Panství Hausen
- Panství Seinsheim (v držení Schwarzenbergů)
- Panství Wiesentheid (od r. 1680, v majetku hrabat von Dernbach. od r. 1704 patřilo hrabatům ze Schönbornu

Do roku 1792 z kraje odešlo:
- Panství Hohenlandsberg (patřilo Seinsheimům)

### Lavice říšských měst
- Norimberk
- Rothenburg
- Svinibrod
- Weißenburg
- Windsheim